# Deadsy

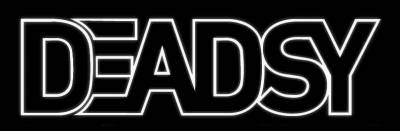
Logo de Deadsy.

Deadsy est un groupe de nu metal, californien composé d'Elijah Blue (fils de la superstar américaine Cher) en tant que chanteur, Jens Funke à la basse, DR. Nner au piano et Alec Püre à la batterie. Ce groupe a été créé en 1995. Leurs style musical est du Undercore. Au début, il n'avait pas de bassiste, ils ont alors fait appel à Jay Gordon avec un premier album Commencement. En 1999, Jonathan Davis leur signe un album à Elementree Records où apparait le morceau "Key to Grammercy Park" en featuring avec Jonathan. En 2006 ils créent l'album Phantasmagore et participent au "The Family Values Tour" 2006 en chantant Carrying Over.

## Apparence visuelle
Chaque membre du groupe a une identité propre, avec une couleur associée, chargée de représenter un des traits qui composent notre société moderne et tous ses vices.
- Bleu Klein - Université (P. Exeter Blue)

- Jaune - Science / Medecine (Dr. Nner)

- Vert -  Loisirs (Alec Püre)

- Gris - Guerre (Carlton Megalodon)

- Rouge - Terreur (Jens Funke)  (Ashburn Miller)  (Craig "The Beast" Riker **archetypus**)

## Discographie

### Albums
- Deadsy (1997)
- Commencement (1999)
- Commencement (en) (2002)
- Phantasmagore (2006)

### Singles
| Année | Titre                      | Album           |
| ----- | -------------------------- | --------------- |
| 2002  | "The Key to Gramercy Park" | Commencement    |
| 2002  | "Brand New Love"           | Commencement    |
| 2006  | "Friends"                  | Non-album track |
| 2006  | "Razor Love"               | Phantasmagore   |
| 2007  | "Carrying Over"            | Phantasmagore   |

### EP
- Demo (1996)

### Pistes hors album
- Asura (Demo) (3:27)
- Asura (Demo Clip) (1:24)
- Babes In Abyss (Demo) (3:23)
- Better Than You Know (Demo Clip) (1:58)
- Better Than You Know (Unmastered) (6:14)
- Book Of Black Dreams (Demo Clip) (1:03)
- Brand New Love (Radio Mix) (3:42)
- Carrying Over (Live) (4:24) - From Family Values Tour compilation 2006.
- Colossus (4:25) - Made available to participants of a MySpace promotional effort.
- Crimson and Clover  (3:37) - Features Cher. From Walk on the Moon soundtrack.
- Dreamcrusher (Demo Clip) (1:12)
- Fox On The Run  (3:22)
- Friends (3:58) - Available for purchase through iTunes.
- Just Like Heaven  (6:02) - The Cure cover.
- Mansion World (Deepsky Remix) (7:41)
- My Only Friend (3:26) - From Winter Passing soundtrack.
- Replicas (5:12) - Was featured on a Gary Numan tribute album in 1997.
- Time (Demo Clip) (1:17)
- Strength Of Mind (Demo) (3:27) - Was made available for purchase by Immortal records without the band's knowledge, and was subsequently taken down.
- The Key To Gramercy Park (Demo) (3:10)
- Tom Sawyer (Live) (4:11) - From Family Values Tour compilation 2001.
- Texas Never Whispers (3:43)

### Clips
| Year | Title                      | Director(s)        |
| ---- | -------------------------- | ------------------ |
| 1999 | "She Likes Big Words"      |                    |
| 2002 | "The Key to Gramercy Park" | Fred Durst         |
| 2002 | "Brand New Love"           | The Deadsy Legions |
| 2005 | "Babes in Abyss"           |                    |
| 2006 | "Razor Love"               |                    |